# Pokémate
Pokémate (ポ ケ メ ～ ト?) es una aplicación con temática de Pokémon para teléfonos móviles de la serie NTT DoCoMo FOMA 900i desarrollada por Square Enix. Se anunció en abril de 2006 como una aplicación de mensajería con temática de Pokémon que se lanzaría ese verano en Japón y se lanzó el 5 de junio como un juego completo en torno a un sistema de mensajería. La aplicación permite a los jugadores cuidar Pokémon y comunicarse con amigos. Los Pokémon primero deben ser capturados con pokeballs, de las cuales el jugador tiene un suministro limitado. La aplicación inicial era gratuita, pero para recibir más Pokémates, pokeballs y otros medios, se requería un precio de suscripción mensual de 210 yenes para la "edición de servicio formal". El juego sólo se lanzó en Japón y el servicio se suspendió un año y medio después de su lanzamiento en enero de 2008. Aparte del anuncio inicial, el juego atrajo poca atención de la prensa japonesa o inglesa.

## Jugabilidad
A diferencia de otros juegos de Pokémon, en Pokémate hay que cuidar a los Pokémon, de forma similar a una simulación de mascota virtual ; no suben de nivel ni pelean como en un juego de rol. Cuando se accede al juego por primera vez, el jugador recibe tres Pokémon aleatorios y 10 Poké Balls para capturar otros Pokémon. Sin una suscripción mensual, el jugador no puede capturar más Pokémon que el conjunto inicial de Poké Balls. La suscripción otorga al jugador cinco Poké Balls más, más Pokémon disponibles para capturar y la opción de comprar más Poké Balls por tarifas adicionales.

### Aplicación de chat y mensajería
La aplicación de la sala de chat permite al usuario chatear con hasta 16 amigos respectivamente o enviar mensajes de voz "Poketoku" a cualquier otro usuario. La función de correo "Hiroba" permite al jugador enviar correos electrónicos o mensajes a otros usuarios de la aplicación. La aplicación de mensajería solo funcionó durante el primer mes a menos que se comprara una suscripción. Los Pokémon capturados se pueden mostrar como el avatar del jugador cuando chatea con otros usuarios. La expresión del avatar cambia en reacción a los mensajes. La función de mensajería era el punto principal de Pokémate, que se comercializaba como un servicio de comunicación de voz y texto entre usuarios de la marca Pokémon, en lugar de un juego electrónico.

## Desarrollo
Pokémate fue anunciado por Square Enix el 24 de abril de 2006 como una aplicación de comunicaciones móviles para teléfonos celulares de la serie NTT DoCoMo FOMA 900i, donde Pokémon viviría en el teléfono del usuario y le permitiría comunicarse con sus familiares y amigos como si fuera por correo electrónico. Se decía que los Pokémon anunciaban nuevos mensajes con su propia voz. Se planeó lanzar la aplicación con una tarifa de suscripción mensual ese verano en Japón. La aplicación se lanzó el 5 de junio de 2006 y se anunció inicialmente un juego en torno a la aplicación de mensajería. Se exhibió en el Tokyo Game Show en septiembre de 2006 junto con una demostración jugable en la línea de Square Enix. La interfaz estaba diseñada para ser fácil de usar y dirigida a niños de escuela primaria.
La aplicación inicial era gratuita, pero para recibir más Pokémate, Poké Balls y otros medios se requería un precio de suscripción mensual de 210 yenes para la "edición de servicio formal". El juego sólo se lanzó en Japón y el servicio se suspendió poco más de un año después de su lanzamiento en enero de 2008.